# Heinz Giehring
Heinz Giehring (* 4. Februar 1940; † 8. April 2025) war ein deutscher Rechtswissenschaftler und Hochschullehrer.

## Leben
Er studierte in Berlin und Tübingen. Nach der Promotion 1970 an der FU Berlin lehrte er dort als Assistenzprofessor. Von 1973 bis 2002 lehrte er als Professor für Strafrecht an der Universität Hamburg.
Seine Forschungsschwerpunkte waren Sanktionenrecht, politisches Strafrecht und Didaktik der Strafrechtsausbildung.

## Schriften
- Der Mißbrauch zur Unzucht unter Ausnutzung der Amtsstellung im geltenden Recht (§ 174 Abs. 1 Nr 21. Alt. StGB) und in der Strafrechtsreform. Berlin 1970, OCLC 64240877.
- mit Berndt Gramberg-Danielsen und Erwin Hartmann: Der Dunkelheitsunfall. 12 Tabellen. Stuttgart 1984, ISBN 3-432-94411-X.
- als Herausgeber: Juristenausbildung – erneut überdacht. Erfahrungen aus der einstufigen Juristenausbildung als Grundlage für eine weiterhin anstehende Reform. Berichte und Vorschläge von Mitgliedern des Fachbereichs Rechtswissenschaft II der Universität Hamburg. Gerd (Kuno) Ross zum 60. Geburtstag. Baden-Baden 1990, ISBN 3-7890-2150-4.